# Buthacus williamsi
Espèce
Buthacus williamsi est une espèce de scorpions de la famille des Buthidae.

## Distribution
Cette espèce est endémique du Fujairah aux Émirats arabes unis.

## Étymologie
Cette espèce est nommée en l'honneur de Stanley C. Williams.

## Publication originale
- Lourenço & Leguin, 2009 : « A new species of the genus Buthacus Birula, 1908 from the United Arab Emirates (Scorpiones: Buthidae). » Zoology in the Middle East, vol. 46, p. 103-108.